# Bulbophyllum korimense
Bulbophyllum korimense là một loài phong lan thuộc chi Bulbophyllum.